# Točnica
Točnica (allemand : Totschnitz,  hongrois : Tósár) est un village de Slovaquie situé dans la région de Banská Bystrica.

## Histoire
La première mention écrite du village date de 1467.

## Démographie

### Évolution de la population
| Année:               | 1994. | 2004.    | 2014.    | 2024.   |
| -------------------- | ----- | -------- | -------- | ------- |
| Nombre de personnes: | 293   | 323      | 399      | 392     |
| Différence:          |       | +10,23 % | +23,52 % | -1,75 % |

| Année:               | 2023. | 2024.   |
| -------------------- | ----- | ------- |
| Nombre de personnes: | 394   | 392     |
| Différence:          |       | -0,50 % |